# جمعية الحمير
جمعية الحمير هي جمعية مصرية أسست في سنة 1930، عن طريق الفنان الراحل زكي طليمات بهدف رعاية حقوق الحيوان للحمار.
دخل عضويتها عدد من الممثلين والفنانين والكتاب المصريين على ما يبدو بسبب أغلاق معهد الفنون المسرحية من الاحتلال البريطاني في ذلك الوقت. تم أعادة تأسيسها سنة 2004 كجمعية خيرية بهدف رعاية ما يعادل تقريبا نصف مليون حمار (أي العدد التقديري للحمير في مصر) بينما وصل عدد الحمير في مصر حسب ماورد في كتاب الجغرافيا الاقتصادية للتعليم الفني التجاري بمصر مليونين ونصف المليون حمار,
مضى على تأسيس الجمعية فترة طويلة في محاولات لنشرها ولكن وزارة الشؤون الاجتماعية أحتجت بأن الاسم غير مناسب وينافي التقاليد المصرية.

## الانتشار
تم تأسيس جمعيات مماثلة لها في كردستان والتي أسسها عمر كلول، وفي سوريا وأسسها علي منصور كيالي إلا أن الحكومة السورية أمر بحل هذه الجمعية.